# Sakari Momoi
Sakari Momoi (jap. 百井 盛 Momoi Sakari; ur. 5 lutego 1903, zm. 5 lipca 2015) – japoński superstulatek, uznany w wieku 111 lat i 123 dni za najstarszego żyjącego mężczyznę na świecie po śmierci Aleksandra Imicha w dniu 8 czerwca 2014 roku. W sierpniu 2014 roku Momoi trafił do Księgi Rekordów Guinnessa jako najstarszy mężczyzna na świecie.
Z zawodu był nauczycielem. Pracował początkowo w rodzinnej prefekturze Fukushima, a następnie jako dyrektor liceów w prefekturze Saitama. Pod koniec życia mieszkał w domu opieki w Tokio. Po jego śmierci najstarszym mężczyzną świata został inny Japończyk – Yasutarō Koide.